# Beder-Malling
Beder-Malling är en ort i Danmark. Den ligger i Århus kommun och Region Mittjylland, 150 km väster om Köpenhamn. Orten består av byarna Beder och Malling som sedan den 1 jan 2013 betraktas av Danmarks Statistik som ett byområde (tätort).
Antalet invånare i Beder-Malling är 8 387.